# Cornélia Cinila
Cornélia Cinila (em latim: Cornelia Cinnila; 94 a.C. – 69 a.C.) era filha do cônsul romano Lúcio Cornélio Cina. Foi casada com Júlio César, com quem teve uma filha, Júlia, a única filha legítima de Júlio César, nascida em 82 ou 83 a.C.
Quando o ditador Lúcio Cornélio Sula ordenou a César que repudiasse sua mulher,  este  recusou-se, e conseguiu evitar represálias graças à intervenção de alguns amigos influentes, ligados ao partido dos optimates.
Cornélia morreu em 69 a.C., com cerca de 25 anos, ao dar à luz um menino nati-morto. Sua laudatio funebris foi pronunciada pelo marido, César.